# Ma Sisi
Ma Sisi (26 de junio de 1988) es una deportista china que compite en judo. Ganó una medalla de oro en los Juegos Asiáticos de 2014 en la categoría de +78 kg.

## Palmarés internacional
| Juegos Asiáticos | Juegos Asiáticos        | Juegos Asiáticos | Juegos Asiáticos |
| Año              | Lugar                   | Medalla          | Categoría        |
| ---------------- | ----------------------- | ---------------- | ---------------- |
| 2014             | Incheon (Corea del Sur) | Medalla de oro   | +78 kg           |